# Kirin Kinoshita
Kirin Kinoshita (jap. 木下貴輪 Kinoshita Kirin; ur. 11 maja 1995) – japoński zapaśnik walczący w stylu wolnym. Wicemistrz igrzysk azjatyckich w 2022. Srebrny medalista mistrzostw Azji w 2023. Trzeci w Pucharze Świata w 2018 i szósty w 2022. Mistrz akademickich MŚ w 2018. Wicemistrz Azji juniorów w 2014 roku.